# Chuhsiungichthys
Chuhsiungichthys es un género extinto de peces que vivió durante la época del Cretáceo. Pertenece al orden de los Ichthyodectiformes.
Fue descrito científicamente en 1974 por Chih-Ching Lew.

## Especies
Clasificación del género Chuhsiungichthys:
- † Chuhsiungichthys (Yabumoto 1994)
  - † Chuhsiungichthys japonicus (Yabumoto 1994)
  - † Chuhsiungichthys tsanglingensis (Lew 1974)
  - † Chuhsiungichthys yanagidai (Yabumoto 1994)